# Niederwalddenkmal
Il Niederwalddenkmal è un monumento situato nel parco del Niederwald, nei pressi di Rüdesheim am Rhein nella regione dell'Assia, in Germania. Sovrasta la valle del Reno e fu costruito negli anni 1870-1880 per commemorare l'Unificazione della Germania.

## Storia
Il monumento fu costruito per commemorare la fondazione dell'Impero tedesco, nato dopo la fine della guerra franco-prussiana. La prima pietra fu posata il 16 settembre 1871 dal Kaiser Guglielmo I di Germania. Lo scultore fu Johannes Schilling e l'architetto Karl Weisbach. Il costo totale dei lavori è stato stimato a un milione di marchi d'oro. Il monumento, inaugurato il 28 settembre 1883, con i suoi 38 metri di altezza intende rappresentare l'unione di tutti i tedeschi.

## Descrizione

### Struttura
La figura centrale di 10,5 metri di altezza è la rappresentazione allegorica della Germania; essa sorregge la corona dell'impero nella mano destra, e nella sinistra la spada imperiale. Sotto la statua c'è un largo bassorilievo mostrante l'imperatore Guglielmo I in sella a un cavallo circondato di nobili, comandanti militari e soldati. Il bassorilievo riporta il testo della canzone Die Wacht am Rhein. Sul lato sinistro del monumento è rappresentata la statua della pace. La statua della guerra è posizionata sulla destra.

### Iscrizione
Il messaggio principale del monumento è inscritto sul piedistallo:
L'idea originale dello scultore Johannes Schilling di rappresentare la vittoria del popolo tedesco unito, fu successivamente modificata in una più ostile interpretazione contro il "nemico" francese.

## Posizione
Niederwald è una larga collina posta sulla riva destra del Reno, tra questo e il fiume Wisper, di fronte a Bingen am Rhein, a formare l'estremità sudoccidentale della catena del Taunus. La sua cima è coperta da una densa foresta di querce e faggi; le pendici meridionale e occidentale, in ripido declivo sul Reno, sono costellate di vigneti. Il monumento è collocato al limite della foresta, sulla cresta che domina Rüdesheim.